# Mayu Ikejiri
Mayu Ikejiri (jap. 池尻 茉由, Ikejiri Mayu; * 19. Dezember 1996 in der Präfektur Kumamoto) ist eine japanische Fußballspielerin.

## Karriere

### Verein
Ikejiri spielte in der Jugend für die Hinomoto Gakuen High School und Kibi International University Charme. Sie begann ihre Karriere bei Suwon UDC WFC. 2020 wechselte Ikejiri zum Mynavi Vegalta Sendai Ladies.

### Nationalmannschaft
Ikejiri wurde 2019 in den Kader der japanischen Nationalmannschaft berufen und kam beim SheBelieves Cup 2019 zum Einsatz. Insgesamt bestritt sie sieben Länderspiele für Japan.